# Харисвил (Њујорк)
Харисвил (енгл. Harrisville) град је у америчкој савезној држави Њујорк.

## Демографија
По попису из 2010. године број становника је 628, што је 25 (-3,8%) становника мање него 2000. године.
| Група             | 2000.       | 2010.       |
| Белци             | 646 (98,9%) | 615 (97,9%) |
| Афроамериканци    | 0 (0,0%)    | 1 (0,2%)    |
| Азијати           | 2 (0,3%)    | 0 (0,0%)    |
| Хиспаноамериканци | 0 (0,0%)    | 6 (1,0%)    |
| Укупно            | 653         | 628         |